# Léon Matthieu Cochereau
Léon Matthieu Cochereau (Montigny-le-Gannelon, 1793 – Grecia, 30 agosto 1817) è stato un pittore francese.

## Biografia

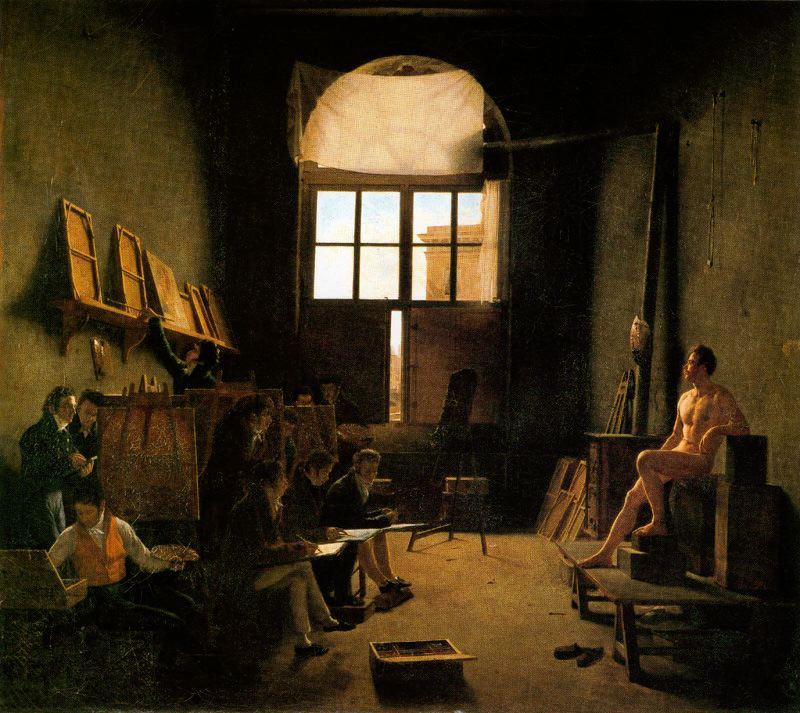
Lo studio di David, 1813, Louvre

Allievo di David, il suo quadro più noto, conservato al Louvre di Parigi, rappresenta proprio lo studio del Maestro.
Nel 1817, da Tolone Cochereau si imbarco sulla nave La Cléopâtre per un viaggio in Oriente in compagnia dello zio Pierre Prévost, il primo pittore francese dei panorami, Louis Nicolas de Forbin e l'architetto Jean Nicolas Huyot. Morì durante il viaggio, vittima della dissenteria, e fu sepolto in mare, al largo dell'isola di Citera.

## Opere
- Interno dell'atelier di David, Museo di Châteaudun
- Autoritratto, Museo di Châteaudun
- Autoritratto nell'atelier, Museo di Châteaudun
- Il boulevard des capucines, Musée des Beaux-Arts, Chartres
- Prévost spiega i suoi panorami, Musée des Beaux-Arts, Chartres
- L'atelier dell'artista, Musée des Beaux-Arts, Chartres
- Ritratto del signor Chatard, Museo Antoine-Vivenel, Compiègne
- La sala del XVII secolo nel museo dei monumenti francesi, Musée Carnavalet, Parigi
- Interno dell'atelier di David, 1813, Louvre, Parigi
- Autoritratto in atelier
- Studio accademico nell'atelier di David
- Ritratto di M. Louvancour, giovane liceale
- Nudo in atelier, collezione privata
- Interno di cappella
- Ritratto di giovane africano, collezione privata